# Eemil Hynninen
Eemil Hynninen (Joroinen, 15 de março de 1882 – Helsinque, 9 de outubro de 1947) foi um gerente, filósofo e político finlandês. Era graduado em filosofia e serviu como secretário literário da Sociedade Pellervo, professor da Faculdade Agrícola de Helsinque e diretor executivo da Alkoholiliike Ab.
Em sua carreira, ocupou os cargos de ministro dos Transportes e Obras Públicas no primeiro governo de Juho Sunila e ministro dos Assuntos Sociais no governo de Toivo Kivimäki.